# Kodër-Thumanë
Kodër-Thumanë is een plaats en voormalige gemeente in de stad (bashkia) Krujë in de prefectuur Durrës in Albanië. Sinds de gemeentelijke herindeling van 2015 doet Kodër-Thumanë dienst als deelgemeente en is het een bestuurseenheid zonder verdere bestuurlijke bevoegdheden. De plaats telde bij de laatste census 12.335 inwoners (2011).